# Mark Fisher
Pour les articles homonymes, voir Fisher et Fischer.
Mark Fisher, né le 11 juillet 1968 et mort le 13 janvier 2017, est un écrivain, critique et philosophe britannique. Enseignant au département des cultures visuelles au Goldsmiths College, il est principalement connu pour son blog écrit sous le nom de k-punk entre 2003 et 2015 où il traitait de philosophie politique, de musique et de culture populaire.
Fisher a écrit pour de nombreuses publications, parmi lesquelles The Wire, The Guardian, New Statesman ou encore Sight and Sound, sur différents sujets. Il est l'auteur de plusieurs ouvrages de philosophie politique et théorie culturelle parmi lesquels Le Réalisme capitaliste. N'y a-t-il pas d'alternative ? (2018 [2009]) ou Ghosts of My Life: Writings on Depression, Hauntology and Lost Futures (2014). Il se suicide en janvier 2017, peu avant la parution de son dernier ouvrage, The Weird and the Eerie.

## Biographie
Issu d'un milieu modeste, il obtient un baccalauréat des arts de l'université de Hull en 1989, puis un doctorat de l'université de Warwick en 1999 après la publication d'une thèse intitulée Flatline Constructs: Gothic Materialism and Cybernetic Theory-Fiction. Pendant cette période, il est un membre fondateur d'un collectif interdisciplinaire au sein de l'université de Warwick connu sous le nom de Cybernetic Culture Research Unit, et enseigne également la philosophie dans un institut de formation continue.
Il commence à écrire son blog en 2003, vite connu comme « un des blogs les plus réussis de théorie culturelle ». Le critique musical Simon Reynolds en parle comme « le magazine d'un seul homme supérieur à la plupart des magazines britanniques ». Il fonde aussi un forum avec l'écrivain Matt Ingram intitulé Dissensus.
Mark Fisher rejoint ensuite le Goldsmiths College, où il enseigne au sein du département des cultures visuelles. Éditeur à Zero Books (en), qui publie la plupart de ses ouvrages, il écrit dans Speculative Realism de l'Edinburgh University Press et pour le magazine The Wire. En 2009 il publie Le Réalisme capitaliste, une analyse des effets du néolibéralisme sur la culture contemporaine. En 2014, il publie Ghosts of My Life, où il traite notamment de dépression et d'hantologie à travers le prisme de la musique ou du cinéma. En 2016 il contribue à une anthologie sur le thème de l'ère post-punk avec Kodwo Eshun et Gavin Butt intitulée Postpunk Then and Now.
Il se suicide le 13 janvier 2017 à l'âge de 48 ans, peu avant la publication de son ouvrage The Weird and the Eerie et alors qu'il préparait un nouveau livre qu'il souhaitait intituler Acid Communism,.

## Concepts

### Réalisme capitaliste
À la fin des années 2000, Fisher utilise le terme « réalisme capitaliste » (« capitalist realism » en anglais) pour évoquer « l’idée généralement répandue que le capitalisme est non seulement le seul système politique et économique viable, mais aussi qu’il est même impossible d’imaginer une alternative cohérente à celui-ci ». Il reprend ce concept dans son ouvrage de 2009, Le Réalisme capitaliste, où il argumente que ce terme décrit le mieux la situation idéologique depuis la chute de l'Union soviétique. D'après lui la logique capitaliste en est venue à délimiter les limites de la vie politique et sociale, ce qui n'est pas sans effet significatif sur l'éducation, la santé mentale, la culture populaire et jusqu'aux façons de résister. Pour lui le réalisme capitaliste a par ailleurs créé une « ontologie des affaires » (« business ontology » en anglais) selon laquelle toutes les activités, y compris la santé et l'éducation, devraient être conduites comme une entreprise privée. Il en résulte donc une situation où il est « plus facile d'imaginer la fin du monde que celle du capitalisme ».
Dans Le Réalisme capitaliste il écrit ainsi : 
« 
Le réalisme capitaliste tel que je le conçois ne peut être confiné à l’art ou au fonctionnement quasipropagandiste de la publicité. Il est plutôt une atmosphère généralisée, qui conditionne non seulement la production culturelle, mais aussi la règlementation du travail et de l’enseignement, et qui agit comme une sorte de frontière invisible contraignant la pensée et l’action.
 »
— Le Réalisme capitaliste. N'y a-t-il pas d'alternative ?, Genève-Paris, Entremonde, 2018 (2009), p. 10
En tant que concept philosophique, le réalisme capitaliste est influencé par une vision althusserienne de l'idéologie ainsi que par les travaux de Fredric Jameson ou Slavoj Žižek. Selon Fisher, dans un cadre capitaliste il n'y a pas d'espace où concevoir des formes alternatives de structures sociales. De plus, les jeunes générations ne sont même pas intéressées par la recherche de formes alternatives. Ces arguments sont selon lui prouvés par les suites de la crise financière mondiale débutant en 2007 : en effet, plutôt que de conduire à rechercher des solutions alternatives, celle-ci a renforcé l'idée que des modifications devaient être opérées dans le système existant.

### Hantologie
Fisher a contribué à populariser le terme d'hantologie introduit par Jacques Derrida pour décrire un sens diffus que la culture contemporaine est hantée par les « futurs perdus » de la modernité, futurs délibérément effacés par la postmodernité et le néolibéralisme.
Selon lui, le passage à des économies post-fordistes à partir des années 1970 a « graduellement et systématiquement privé les artistes des ressources nécessaires pour créer de la nouveauté ». En opposition avec la nostalgie de la postmodernité, Fisher définit l'art et la culture hantologiques comme caractérisés par « un refus d'abandonner le désir du futur ».
Sur la pertinence politique du concept, il a écrit : 
« 
À une époque de réaction politique et de restauration, quand l'innovation culturelle a cessé de progresser et a même reculé, quand "le pouvoir (...) opère de façon prédictive autant que rétrospective" (Kodwo Eshun, 2003), une fonction de l'hantologie est de continuer à insister sur le fait qu'il existe des futurs au-delà de la ligne terminale de la postmodernité. Quand le présent a abandonné le futur, nous devons écouter les reliques de ce dernier dans les potentiels non activés du passé.
 »
— Mark Fisher, « The Metaphysics of Crackle: Afrofuturism and Hauntology », Dancecult: Journal of Electronic Dance Music Culture, volume 5, no  2, 2013
L'hantologie a pu être décrite comme le désir d'un futur qui n'est jamais arrivé, manifesté au premier plan de disjonctions ontologiques et historiques. Le livre de Fisher, Ghosts of My Life examine ces idées à travers des sources culturelles comme la musique de Burial et Joy Division, les films de Christopher Nolan et Stanley Kubrick ou encore les ouvrages de David Peace et John Le Carré.

### The Weird and the Eerie - Par-delà étrange et familier
A partir de ses analyses sur le réalisme capitaliste, Mark Fisher développe une esthétique mutante/alien, éthique et ontologique, des subjectivités dans les société occidentales capitalistes. Cette esthétique reprend et développe les questions métaphysiques de Leibniz ("Pourquoi il y a t-il quelque chose plutôt que rien ?") et Baudrillard ("Pourquoi il y a-t-il rien plutôt que quelque chose ?"), à partir de l'analyse de l'ontologie spéculative omineuse du capital :
Le capital est à chaque niveau une entité omineuse : convoqué à partir de rien, il exerce pourtant plus d'influence que n'importe quelle entité censément douée de substance.
Le concept d'omineux est emprunté par Fisher à l'Unhemliche, un concept développé par Freud dans L'Inquiétant Familier. Il définit ainsi la nature commune au bizarre, à l'omineux et à l'Unhemliche :
Il y a certainement quelque chose de commun au bizarre, à l'omineux et à l'Unheimliche. Ce sont tous des affects, mais aussi des modes : des modes de films et de fiction, des modes de perception et, en dernière instance, pourrait-on dire, des modes d'être. Mais même ainsi, ce ne sont pas tout à fait des genres.
Le bizarre et l'omineux traverse les strates des distributions habituelles de l'ontologie : ni seulement affects et modes (spinozistes), ni simples percepts ou concepts (deleuziens), mais modes de production ontologiques, "en dernière instance". La "reproduction" de ces "strates" ontologiques se fait selon la dialectique de la double négation, par "la répétition et le dédoublement - un couple inquiétant et étrange qui lui-même double et répète chacun de ses termes".

Ainsi Mark Fisher situe l'omineux au-delà du principe de plaisir, par analogie avec le concept de jouissance de Lacan :
Si la rencontre avec l'étrange n'est pas ici immédiatement plaisante (le plaisant renvoyant toujours à des formes de satisfactions préexistentes), elle n'est pas non plus simplement déplaisante : il y a du contentement à voir que le familier et le conventionnel sont dépassés - un contentement qui, par son mélange de plaisir et de douleur, a quelque chose de commun avec ce que Lacan a nommé jouissance. 
Il prend ses exemples, entre autres, dans les films de David Lynch ("Rideaux et orifices"), Stanley Kubrick, Andreï Tarkovski et Christopher Nolan ("Des traces alien"), les constructions narratives de H.P Lovecraft ("Hors de ce lieu, hors de ce temps") et de Philip K. Dick ("Simulations et ontologies d'un monde autre"), ou encore chez le groupe post-punk The Fall ("Le corps un bordel tentaculaire").

### Critique de l'économie politique
Mark Fisher pense la "science économique" comme une hyperstition, l'idéologie réalisée servant à modeler la réalité de façon fétichiste pour la faire correspondre à ses présupposés, et pour favoriser ainsi la dynamique du capital : 
Dès le départ, « l'économie » a été l'objet-cause d'une « science » bourgeoise, qui s'est hyperstitionnellement propulsée dans l'existence, puis a plié et fondu la matière de ce monde et de tous les autres pour qu'elle corresponde à ses présupposés — la plus grande réalisation théocratique d'une histoire qui n'a jamais été humaine, un immense tour de passe-passe qui fonctionne d'autant mieux qu'il est enveloppé dans ce gris et humide empirisme anglais et écossais qui prétendait avoir chassé tous les dieux. Lorsque Thatcher a déclaré « il n'y a pas de société », elle ne faisait qu'écho aux hypothèses de Hume et de Smith : la « société » est une abstraction insoutenable, un fantôme que la pensée scientifique adéquate exorciserait bien assez tôt... Seules les impressions sont vérifiables, tout le reste est un fatras superstitieux à jeter. Tout, c'est-à-dire, sauf le capital... (Ces sauvages sanguinaires attribuent du pouvoir à leurs dieux en bois, alors que nous...)

## Œuvre
- The Resistible Demise of Michael Jackson (dir.), Zero Books, 2009  (ISBN 978-1846943485)
- Le Réalisme capitaliste. N'y a-t-il pas d'alternative ?, Genève-Paris, Entremonde, 2018 (2009)  (ISBN 978-2940426447)
- Spectres de ma vie. Écrits sur la dépression, l’hantologie et les futurs perdus, Entremonde, 2021 (2014)  (ISBN 978-2-940426-56-0)
- Avec Gavin Butt et Kodwo Eshun, Post-Punk Then and Now, Repeater Books, 2016  (ISBN 1910924261)
- Par-delà étrange et familier, Sans soleil, 2024 (2017)  (ISBN 978-2957950058)
- K-punk : Fiction, musique et politique dans le capitalisme tardif, Toulouse, Audimat, 2025, 879 p. (ISBN 978-2494086074, SUDOC 234937882).
- Désirs postcapitalistes, Audimat, 2022 (2020)  (ISBN 978-2-492469-16-9)
- Sortir du château des vampires, (Exiting the Vampire Castle), 2013